# Ricilas
Ricilas (m. 544) foi um oficial bizantino do século VI, ativo no reinado do imperador Justiniano (r. 527–565). Era um oficial (doríforo) da guarda de Belisário em 544. Com Sabiniano e Torismundo, foi enviado por Belisário para auxiliar Magno em Áuximo. Eles entraram na cidade com segurança, mas no dia seguinte, enquanto bêbado, Ricilas insistiu em ir numa missão de patrulha sozinho e foi morto pelos godos. Seu corpo foi resgatado por Torismundo e levado para Áuximo.